# Wartkowice
Wartkowice – wieś w Polsce leży nad Nerem w województwie łódzkim, w powiecie poddębickim, siedziba gminy Wartkowice, w odległości 10 km na północ od Poddębic.
W latach 1975–1998 miejscowość administracyjnie należała do województwa sieradzkiego.
W pobliżu miejscowości znajduje się węzeł Wartkowice umożliwiający zjazd z autostrady A2 na drogę wojewódzką nr 703 w kierunku na Poddębice i Łęczycę.

## Części wsi
| SIMC    | Nazwa | Rodzaj    |
| ------- | ----- | --------- |
| 0716997 | Dołek | część wsi |

## Historia
Historia terenów zapisała się już w wieku III i IV n.e. W odległości paru kilometrów przebiegał nadwarciański fragment szlaku bursztynowego. Wzmianki o miejscowości Wartkowice pochodzą z 1336 r. z zapisów w archiwalnych księgach kościelnych. W czasach Królestwa Polskiego w Gostkowie oddalonym o 500 m znajdowała się poczta. Obsługiwała komunikację przy traktach: Łęczyca – Sieradz, Uniejów – Ozorków. Prawdopodobnie miała wpływ na rozwój obecnego sołectwa Wartkowice. Wtedy była to wieś szlachecka – dziedzictwo rodziny Wartkowskich. Ważnym wydarzeniem dla wsi i okolic było wydanie zezwolenia na pobieranie grobelnych między Wartkowicami i Gostkowem dla Piotra Bielawskiego. W wieku XV istniała tu już parafia. Przy skrzyżowaniu dróg około 500 m od poczty w 1660 r. wybudowano kościół parafialny pod wezwaniem Narodzenia NMP. Niedaleko położony był też cmentarz. Fundatorami kościoła byli dziedzice Wartkowic (prawdopodobnie Wiktoria Załuska z Szołdrskich). Uposażenie kościoła stanowiły place, ogrody, 2 łany roli, łąki i lasy. W 1719 r. na miejscu poprzedniego budynku który popadł w ruinę wybudowano nowy drewniany barokowy kościół. Nowy kościół wzniesiony został przez niejednoznacznie określoną przez źródła, fundację. Ulegając remontom i przebudowom, kościół użytkowany był przez parafian do 1985 r., kiedy to w jego sąsiedztwie zbudowano nowoczesny kościół murowany. W 1997 r. drewniany kościół rozebrano i przeniesiono do Wielkopolskiego Parku Etnograficznego. Prace nad jego ponownym montażem i rekonstrukcją wnętrza zakończono jesienią 2001 r. W odległości 100 m funkcjonował cmentarz na terenie którego wzniesiono kościół cmentarny pod wezwaniem Pana Jezusa Ukrzyżowanego, datowany na rok 1883. Kościółek w stylu neogotyckim przykrywa kryptę, w której złożono kilkanaście trumien ze szczątkami właścicieli Gostkowa i Neru. Istnieje on zresztą do dziś.
W dniu 10 września 1939 r. 3 szwadron por. Mariana Walickiego z 14 Pułku Ułanów Jazłowieckich wyróżnił się w Wartkowicach i w Gostkowie w bitwie z oddziałami 221 Dywizji Piechoty Landswehry. Zdobyto zapasy żywności i dużo samochodów.

## Zabytki
Kościół drewniany Narodzenia M.B., św. Wawrzyńca i św. Anny z 1660 r., w miejsce poprzedniego, wystawiła Wiktoria z Szołdrskich - Załuska, dziedziczka Wartkowic, wdowa po Janie Prosperze Załuskim, kuchmistrzu litewskim.
Do 1997 roku stał tu kościół drewniany o konstrukcji zrębowej, kryty gontem, z 1719 r. Był wyposażony w barokowe rzeźby i obrazy z XVIII w., kilka rzeźb z XVII w. oraz pozłacany kielich z oryginalnym wotywnym napisem i datą 1625. Świątynię tę przeniesiono do Wielkopolskiego Parku Etnograficznego w Dziekanowicach koło Gniezna. Obecnie we wsi stoi bezstylowy kościół murowany wzniesiony w 1986 r.

## Urodzeni w Wartkowicach
- Władysław Raczkowski – kompozytor, pianista, dyrygent
- Maciej Marciniak – piłkarz